# Physalis angulata
Physalis angulata is de botanische naam van een eenjarige plant uit de nachtschadefamilie (Solanaceae).
De donkergroene bladeren zijn eirond, vaak met getande rand. De gele bloemen hebben zoals gewoonlijk in de nachtschadefamilie vijf kroonbladen. De eetbare vruchten zijn rijp groengeel.
... · 
P. alkekengi (Echte lampionplant) · 
P. angulata · 
P. peruviana (Goudbes) · 
P. philadelphica (Tomatillo) · 
...